# ارتش دوم ایالات متحده آمریکا
ارتش دوم ایالات متحده آمریکا (انگلیسی: Second United States Army) ارتش میدانی و واحد گزارش‌دهی مستقیم به ستاد نیروی زمینی ایالات متحده آمریکا است، که در فورت بلویر، ویرجینیا مستقر بود. ارتش دوم به‌عنوان تنها نقطه تماس برای ماموریت‌ها و وظایف ارتش مربوط به گزارش‌دهی، ارزیابی، برنامه‌ریزی، هماهنگی، ادغام، همگام‌سازی، هدایت و اجرای عملیات شبکه ارتش خدمت می‌کرد. این مأموریت پس از سازماندهی مجدد در سال ۲۰۱۷، زمانی که ارتش دوم غیرفعال شد، پایان یافت.
ارتش دوم نیروهای اعزامی آمریکا، در اکتبر ۱۹۱۸ در طول جنگ جهانی اول تأسیس شد و در آوریل ۱۹۱۹ منحل گردید. یک ارتش دوم جدید از سال ۱۹۳۳ تا ۱۹۶۶ و ۱۹۸۳ تا ۱۹۹۵ به‌عنوان یک ارتش آموزشی در ایالات متحده قاره‌ای فعالیت می‌کرد.
در اول اکتبر ۲۰۱۰، فرماندهی سایبری ارتش ایالات متحده به عنوان فرماندهی بخش خدماتی ارتش که از فرماندهی سایبری ایالات متحده پشتیبانی می‌کرد، به فرماندهی سپهبد رت هرناندز تشکیل شد. در ۶ مارس ۲۰۱۴، ستاد ارتش، ارتش دوم را به عنوان واحد گزارش‌دهی مستقیم ارتش با فرمانده ستاد فرماندهی سایبری ایالات متحده فعال کرد. ارتش دوم در نهایت در آوریل ۲۰۱۷ غیرفعال شد.